# La Poursuite implacable
Pour les articles homonymes, voir Revolver (homonymie).
Pour plus de détails, voir Fiche technique et Distribution.
La Poursuite implacable (Revolver) est un poliziottesco italien réalisé par Sergio Sollima, sorti en 1973.

## Synopsis
Des ravisseurs enlèvent la femme de Vito Cipriani, vice-directeur de la prison de Milan, afin qu'il libère leur camarade Milo Ruiz. Cipriani s'exécute en aidant Ruiz à s'évader mais se rend bientôt compte qu'il est un pion dans un jeu beaucoup plus important qui implique de grands intérêts politiques et comprend que l'histoire est reliée à un attentat contre un magnat du pétrole. Cipriani doit alors faire alliance avec Ruiz pour retrouver sa femme.

## Fiche technique
- Réalisation : Sergio Sollima
- Scénario : Massimo De Rita, Arduino Maiuri et Sergio Sollima
- Photographie : Aldo Scavarda
- Montage : Sergio Montanari
- Musique : Ennio Morricone
- Société de production : Mega Film
- Pays d'origine :  Italie
- Langue originale : italien
- Format : couleur - 1,85:1 - son mono
- Genre : poliziottesco
- Durée : 111 minutes
- Dates de sortie : 
  -  Italie : 27 septembre 1973
  -  France : 2 octobre 1974
- Affiche : Jacques Vaissier (France)

## Distribution
- Oliver Reed (VF : Jean Lagache) : Vito Cipriani
- Fabio Testi (VF : Jacques Richard) : Milo Ruiz
- Paola Pitagora : Carlotta
- Agostina Belli (VF : Nadine Delanoë) : Anna Cipriani
- Frédéric de Pasquale : Michel Granier
- Peter Berling : Grappa
- Daniel Beretta (VF : Yves-Marie Maurin) : Al Niko
- Marc Mazza : l'inspecteur de police
- Reinhard Kolldehoff (VF : Jean Berger) : l'avocat français
- Calisto Calisti (VF : Jean Violette) : le gardien-chef Fantuzzi
- Steffen Zaccarias (VF : Michel Gatineau) : Joe Le Corse
- Ottavio Fanfani (VF : Jean-Louis Maury) : le commerçant
- Bernard Giraudeau : un ravisseur